# خليل المقداد
خليل إبراهيم المقداد (1946-) هو كاتب وأستاذ جامعي سوري ولد في بصرى الشام في محافظة درعا السورية، وهو عضو جمعية البحوث والدراسات في الاتحاد العام للأدباء والكتاب العرب، عمل مُدرسًا في مدارس دمشق وحلب بين أعوام (1969 – 1975)، ومن ثم عمل باحثًا في المعهد الفرنسي لآثار الشرق الأوسط (1979 - 1980) وكان مدير الآثار والمتاحف في محافظة درعا (1986 - 1994)،  له العديد من الإصدارات منها باللغة العربية «حوران عبر التاريخ» و«الفسيفساء فناً وصناعة في سورية» وباللغة الفرنسية ومنها كتاب المسرح القديم في بصرى (بالفرنسية: Le théâtre antique de Bosra)‏.

## التعليم
حصل على إجازة في الآداب من جامعة دمشق، قسم التاريخ في عام 1975، وعلى دبلوم دراسات عليا من المعهد العالي للدراسات الإسلامية بالعاصمة المصرية القاهرة في 1979، وحصل على شهادة الدكتوراه في الآثار من جامعة السوربون الأولى في العاصمة الفرنسية باريس في عام 1984، وعلى دكتوراه دولة في تاريخ الحضارات القديمة من جامعة السوربون الرابعة في باريس 2000.

## مؤلفات
صدرت له عدة أعمال أدبية منها:
- «حوران عبر التاريخ» – دار حوران للنشر والتوزيع – دمشق، 1998.[3]
- «درعا، مدينة المدائن: مدينة الديكابوليس» – دار عكرمة للنشر والطباعة والتوزيع – دمشق، 1998.[4]
- «مسرح بصرى الأثري: بصرى، سورية» – دار عكرمة للنشر والطباعة والتوزيع – دمشق، 2001.[5]
- «بصرى عاصمة الأنباط» – دار عكرمة للنشر والطباعة والتوزيع – دمشق، 2004.[6]
- «الفسيفساء فناً وصناعة في سورية» – وزارة الثقافة – سورية – دمشق – 2008.
- «الفسيفساء السورية والمعتقدات الدينية القديمة والميثولوجيا : دراسة مقارنة» فن الفسيفساء في بلاد الشام، دمشق: وزارة الثقافة، المديرية العامة للآثار والمتاحف في الجمهورية العربية السورية، 2008.[7]
- «المسكوكات النقدية السورية: منذ الأصول حتى الفتوحات العربية الإسلامية : دراسة» – الهيئة السورية للكتاب – دمشق، 2016.[8]

### بالفرنسية
- العنوان بالفرنسية: «Le théâtre antique de Bosra, Syrie»، ‏2001.[9]
- العنوان بالفرنسية: «les systeme des rues et l,epoque romaine. ’ a l urbanisme de Bosra»‏
- العنوان بالفرنسية: «l, approvisonnemnt hydrique de la ville de Bosra»‏
- العنوان بالفرنسية: «l,urbanisme de Bosra a l- époque romaine»‏
- العنوان بالفرنسية: «le théâtre antique de Deraa»‏